# Cố vấn quân sự
Cố vấn quân sự là những nhân viên quân sự (binh lính, sĩ quan) được gởi ra nước ngoài để hỗ trợ đất nước ấy trong việc huấn luyện, tổ chức quân đội, và nhiều công tác quân sự khác. Số nhân viên này thường không trực tiếp tham gia chiến đấu, và được gởi đi để giúp đỡ một quốc gia mà không phải đối đầu với nguy cơ thương vong và các hệ quả chính trị khi trực tiếp huy động lực lượng giúp đỡ quốc gia đó. Trong những năm đầu của thập niên 60 của thế kỷ 20, những đơn vị của Quân lực Đặc biệt Hoa Kỳ đã được đưa đến Nam Việt Nam như là những cố vấn quân sự để huấn luyện và hỗ trợ cho Quân lực Việt Nam Cộng Hòa trong các hoạt động tương lai chống Quân đội Nhân dân Việt Nam của Việt Nam Dân chủ Cộng hòa, trong khoảng thời gian tương tự các cố vấn quân sự Liên Xô cũng được gửi tới VNDCCH để đối phó với quân đội VNCH và đồng minh.